# HAUS-Regel
Mit der HAUS-Regel werden in Deutschland die speziellen Einsatzgrundsätze für Hubrettungsfahrzeuge der Feuerwehr bezeichnet, mit der Drehleitereinsätze zur Menschenrettung, Anleiterbereitschaft, Brandbekämpfung und Technischen Hilfeleistung leicht und sicher abgearbeitet werden können.

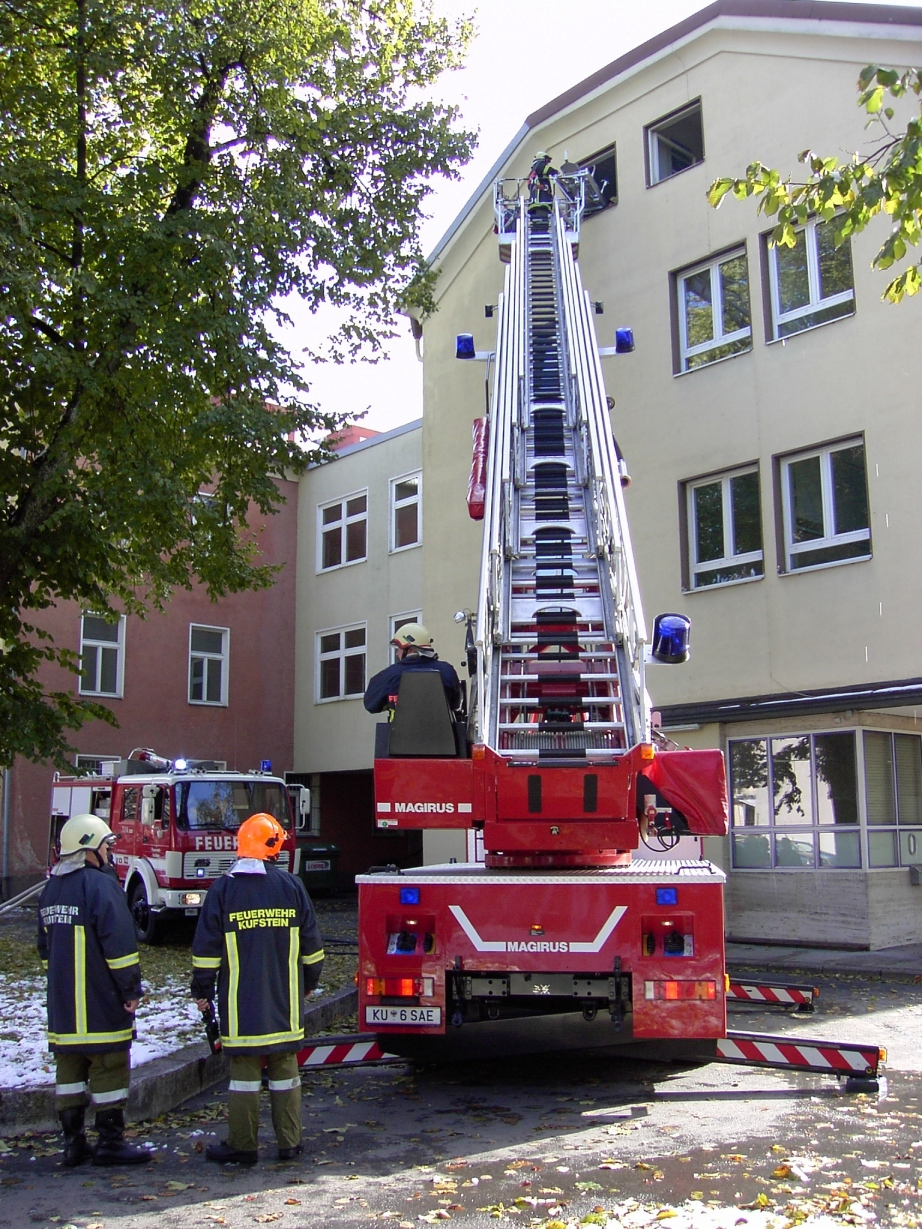
Das richtige Aufstellen einer Drehleiter wird mit der HAUS-Regel erleichtert.

## Die Regel
Mit der HAUS-Regel kann der Standort des Hubrettungsfahrzeugs einfach bestimmt werden, denn dieser ist für das Gelingen eines Einsatzes mit entscheidend.
Die Buchstaben des Akronyms H A U S, welches die Feuerwehrangehörigen gedanklich leicht mit einem Drehleitereinsatz in Verbindung bringen können, bringen die speziellen Einsatzgrundsätze für Hubrettungsfahrzeuge
- Hindernisse
- Abstände
- Untergrund
- Sicherheit

in eine logische Reihenfolge.
Die HAUS-Regel wurde am 15. März 2005 von Jan Ole Unger (Berufsfeuerwehr Hamburg) und Nils Beneke (Berufsfeuerwehr Hannover) entwickelt und wird an Landesfeuerwehrschulen und vielen Feuerwehren im Ausbildungs- und Einsatzdienst angewendet. Sie ist im »Musterausbildungsplan für die Aus- und Fortbildung an Hubrettungsfahrzeugen« der Projektgruppe Feuerwehr-Dienstvorschriften und in der Empfehlung für die Aus- und Fortbildung an Hubrettungsfahrzeugen der AGBF Bund verankert.
Aktuell ist die HAUS-Regel in der Ausgabe 9 verfügbar.